# Georg Varhelyi
Georg Varhelyi, född 1 november 1913 i Budapest, död 1 december 2001 i S:t Görans församling, var en ungersk-svensk arkitekt.

## Liv och verk
Varhelyi föddes i Ungern och studerade till arkitekt vid Tekniska högskolan i Brno i Tjeckoslovakien. Han flyttade till Sverige 1939 och var verksam där under fem decennier.
Han var verksam vid Ernst Grönwalls arkitektkontor och blev senare överarkitekt vid Stockholms kommunförvaltning 1968–1978. Han skapade funktionella bostäder, bostadsområden och hotell i flera svenska städer, samt offentliga byggnader som stadshus, tingshus, teatrar, bibliotek samt en kyrka. Varhelyis Hotell Malmen på Södermalm i Stockholm som stod färdigt 1951 var en av 1950-talets intressanta kommersiella design-satsningar gestaltad i en personlig modernistisk arkitektur. För Hotell Malmen arbetade Varhelyi tillsammans med Carl-Axel Acking.
Han ritade under 1950-talet många tidstypiska områden i Stockholm, bland annat i stadsdelarna Hökarängen, Gubbängen, Högdalen, Västertorp, Björkhagen, Bagarmossen och Aspudden i Söderort. Tillsammans med Grönwall skapade han bland annat Hökarängens centrum och bostäder i Veckodagsområdet (1947–1948) samt flertalet stjärnhus och flerbostadshus i Västertorp.
I Björkhagen skapade han ett grannskapscentrum för AB Svenska Bostäder med ett markant och uppmärksammat höghus som stod klart 1957 (se Duggregnet 5). Höghuset var länge Stockholms högsta bostadshus och har likheter med det samtida Unité d'Habitation av Le Corbusier. Komplexet byggdes med medborgarhus, daghem, ungdoms- och familjebostäder, ateljéer och seniorbostäder Ljuset i lägenheterna var det Varhelyi själv ska ha varit mest nöjd med. Tanken var även att Varhelyi själv skulle bo högst upp i huset men hans frus svindel gjorde att detta inte blev av. I Bergshamra i Solna kommun skapade han stadsdelens centrum som invigdes 1961.

## Bilder, verk i urval

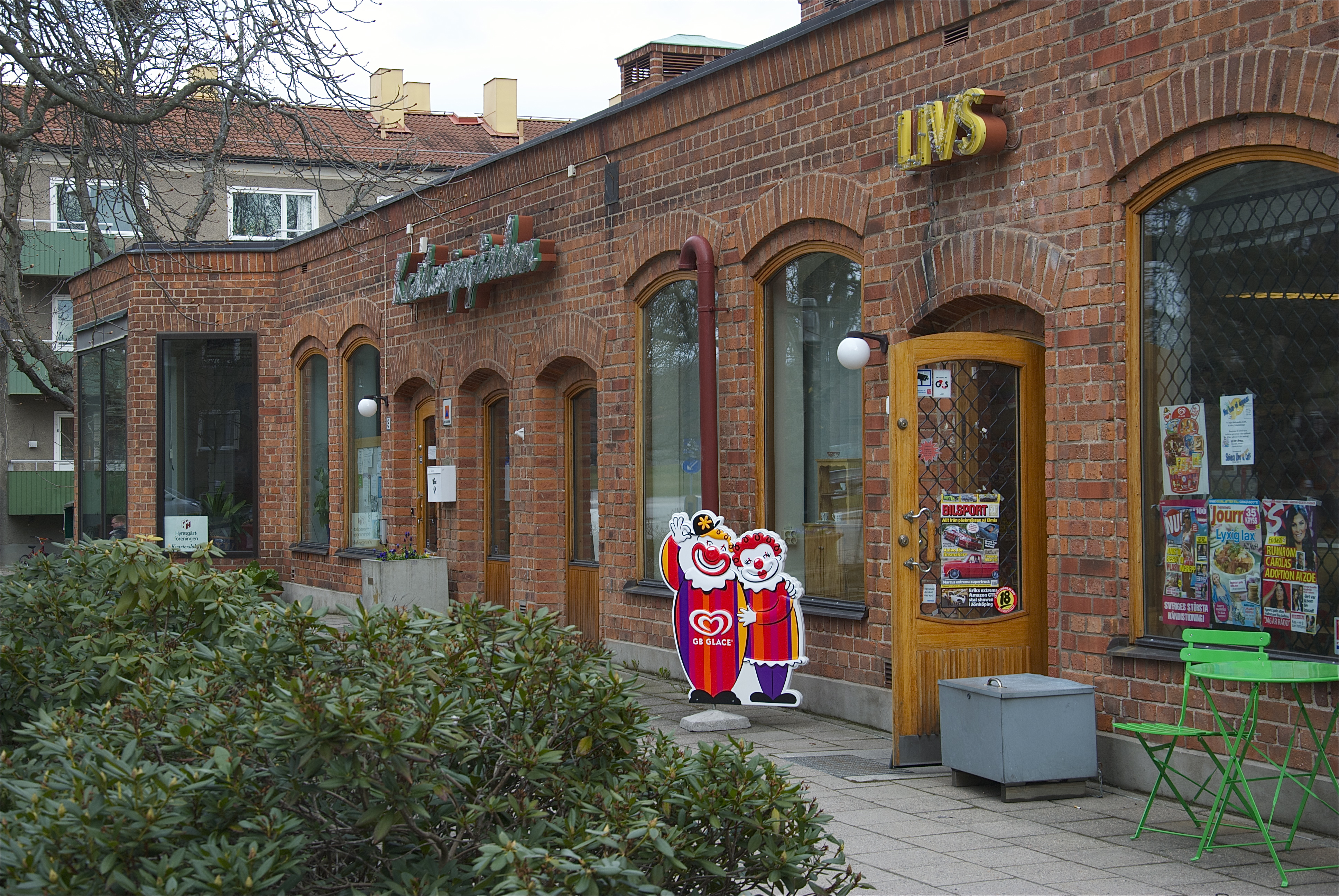
Kastanjegården i Hökarängen tillsammans med Ernst Grönwall
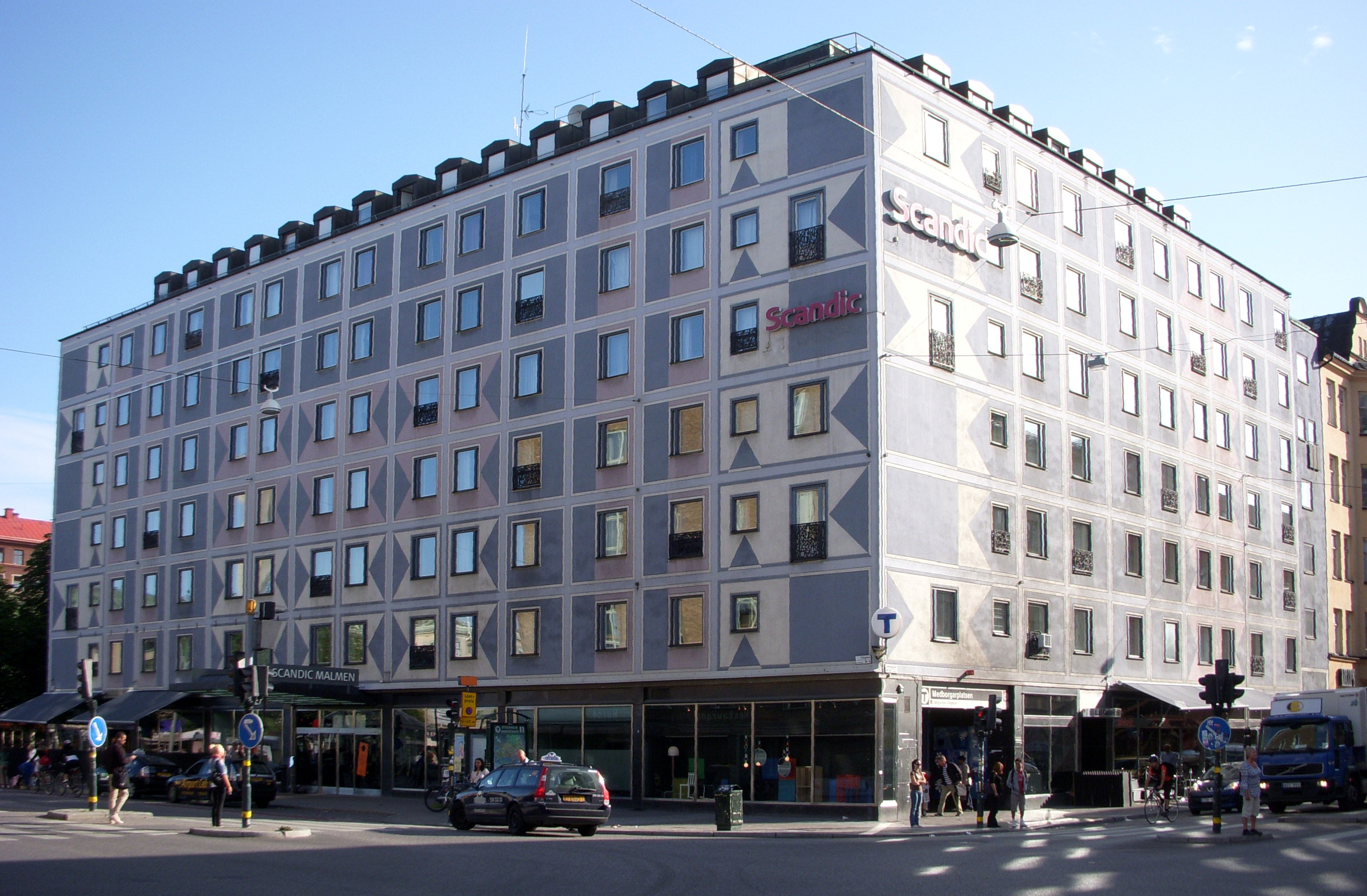
Hotell Malmen
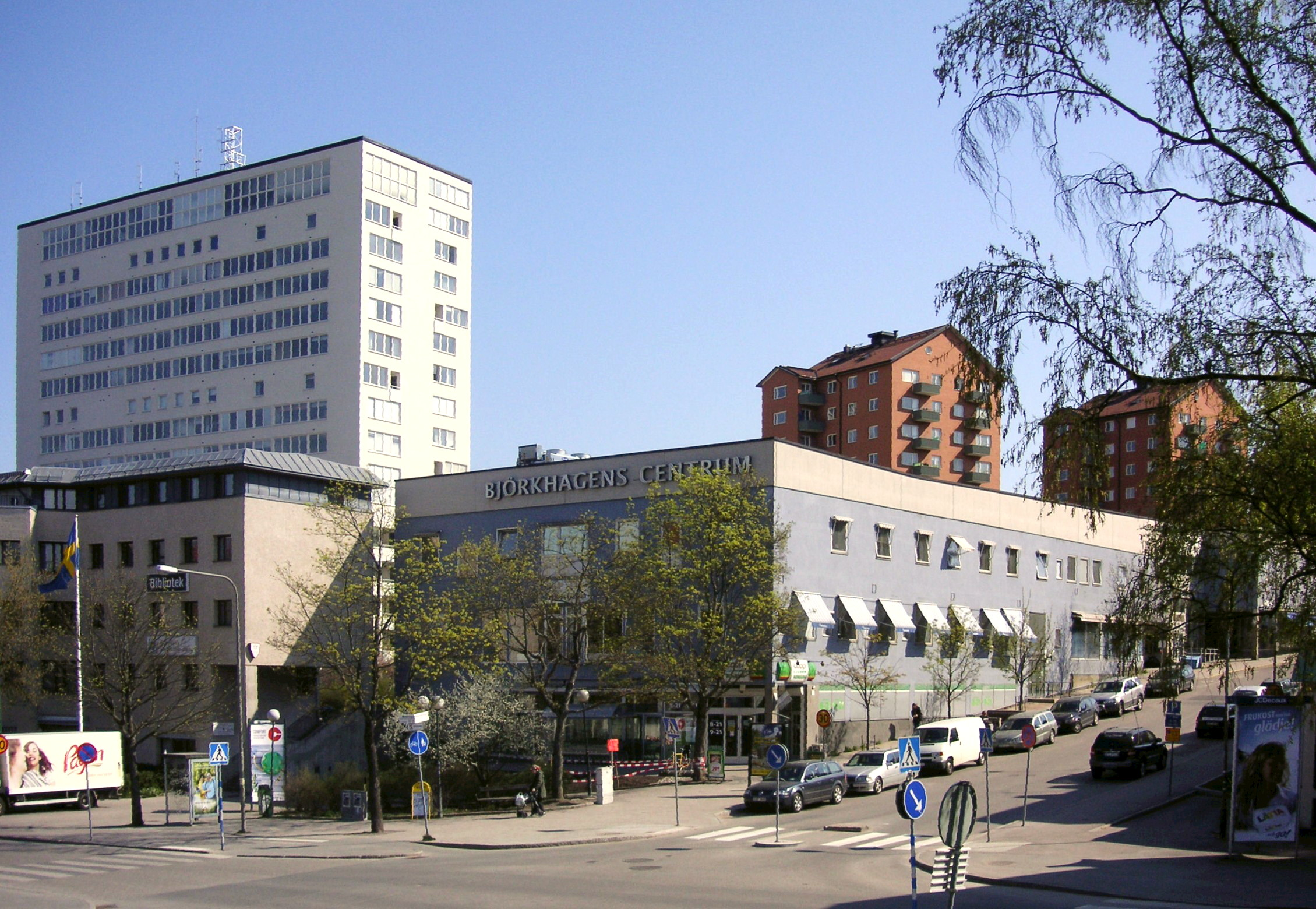
Björkhagens centrum
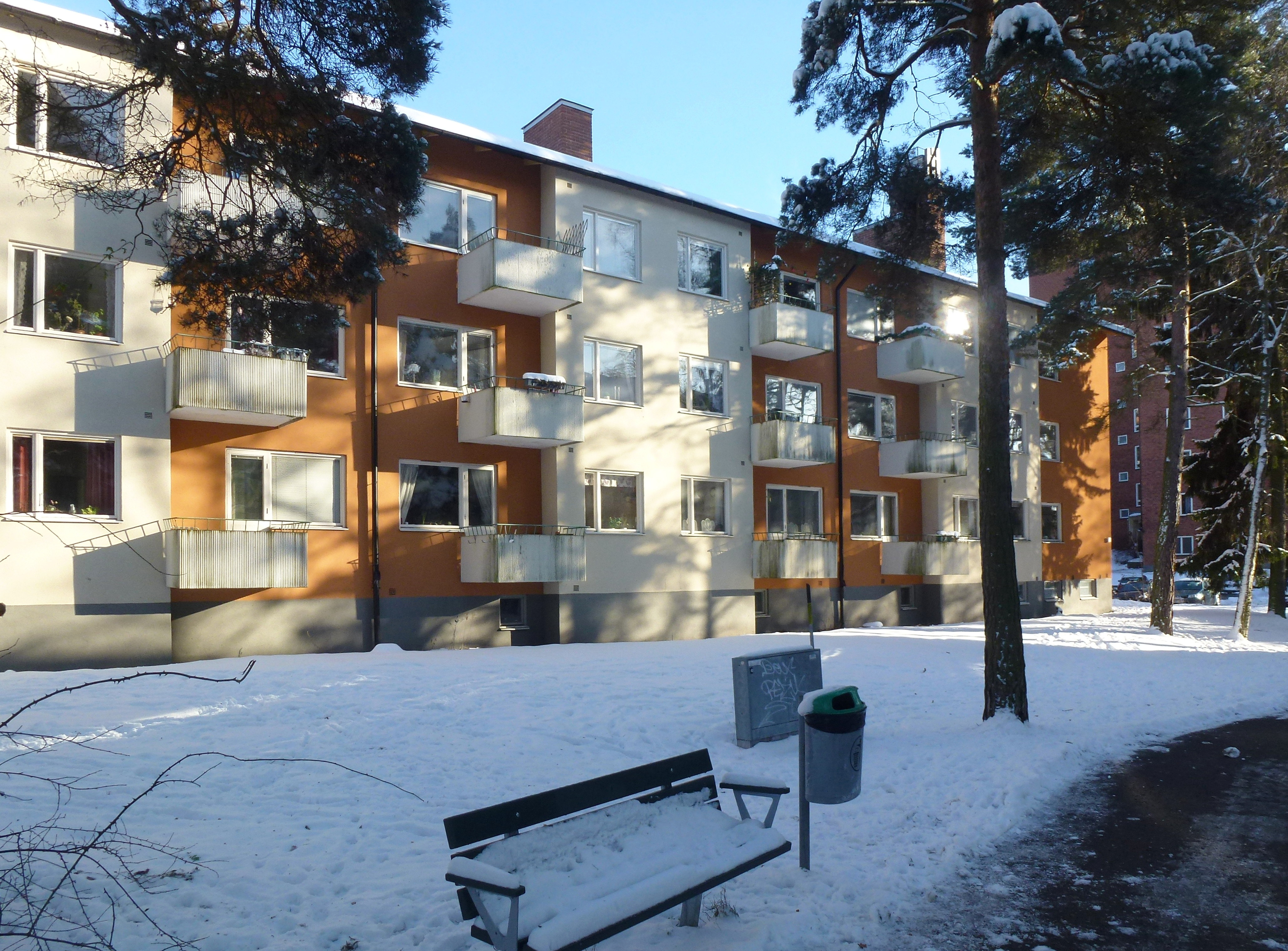
Kv. Vasaloppet, Västertorp
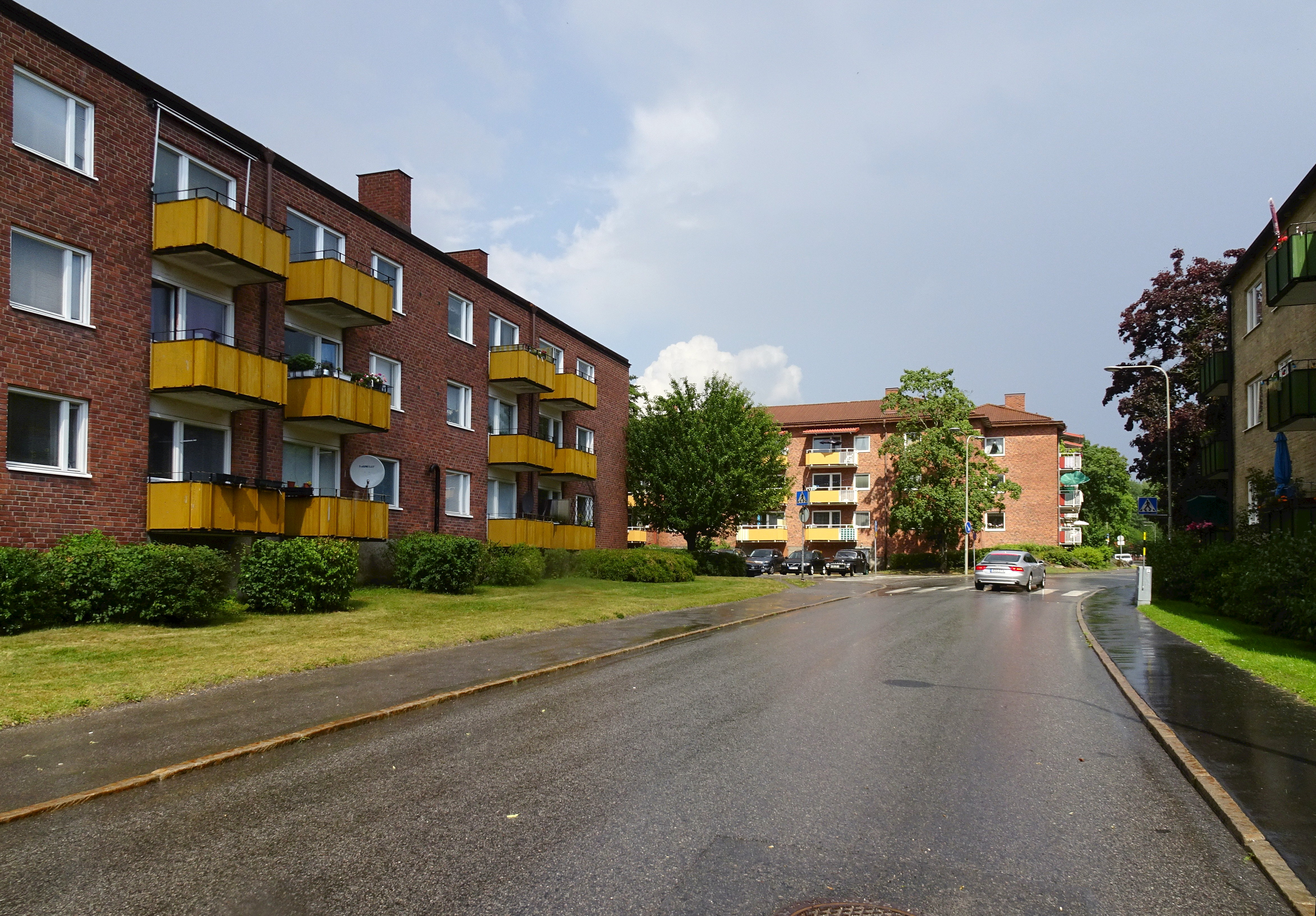
Kv. Filmskarven, Högdalen

## Verk i urval
- 1951 -  Hotell Malmen, Götgatan 49-51, Stockholm
- 1949-1954 - Kvarteret Vasaloppet i Västertorp, södra Stockholm (tillsammans med Ernst Grönwall)
- 1954–1958 - Björkhagens centrum i södra Stockholm
- 1956 - Duggregnet 5, punkthus i Björkhagen
- 1961 - Bergshamra centrum, Solna kommun
- 1962 - Bergshamra kyrka, Solna kommun
- 1962 - Stadshotell, Tranås[11][12]
- 1972 -  Flerbostadshus för Stockholms Kooperativa Bostadsförening, Brännkyrkagatan 94-100, Stockholm